# Remedy Lane
A Remedy Lane a Pain of Salvation negyedik stúdióalbuma. Koncepcióalbum, középpontjában egy önmagát kereső férfi áll. Széles témakört ölel fel, úgymint szerelem, veszteség, vágyakozás, szexualitás és megértés. Az album jelentős része önéletrajzi események alapján íródott.
A Remedy Lane-ről, Daniel Gildenlow fórumhozzászólása alapján: „Ez a legszemélyesebb koncepció, amit eddig írtam, egy kapcsolat válságáról, a néha vékony határvonalról szex és szerelem között, a múltunk szerepéről és annak hatásáról jelenlegi kapcsolatainkra.”
Az események kerete néhány Magyarországon eltöltött nap, ahonnan a dalok különböző helyekhez és eseményekhez vezetnek, és bemutatják a válság okait. Az album 3 részből áll.
01. Of Two Beginnings (kezdetek):
Az album nyitánya. A helyszín egy budapesti hotelszoba, a jelenben.
Konklúzió, de még nem ismerjük a kérdést...
I. rész
02. Ending Theme:
Az album egyszerűbb dalai közé tartozik. Budapestre érkezik valaki, válaszokat keresve, találkozni valakivel. Van egy kapcsolódás is az előzőekben Budapesten történt eseményekhez, ami később derül ki. Az ember valóságát mennyiben a saját tudat, vagy a körülmények határozzák meg? Találkozás, keresés, bonyodalom…
03. Fandango:
Két ember képe, akinek az élete összekapcsolódik.
Harcolnak a normák és minták ellen amit a múltúkból örököltek.
Életem egy pontján össze voltam törve, és kértem valamiféle választ Istentől.
Nem vagyok vallásos ember, de vallás ellenes sem.
Az egyetlen dolog amit tudok, hogy nem tudok semmit.
Akárhogy, nyugalommal töltött el és elkezdtem mosolyogni, mert valaki éppen azt mondta hogy ha megkapom a válaszokat nincs értelme az életnek – ez élet az eszköz hogy megkapjam a válaszokat.
Olyan volt mintha csak azért kérnék válaszokat hogy magam is megtaláljam ugyanazokat a válaszokat.
Ebben a dalban ezt az ambivalens érzést akartam megjeleníteni, ami a legtöbb ember életében így vagy úgy megjelenik.
04. A Trace of Blood (vérnyom):
Az első albumunk felvétele idején a feleségem elvetélt, nagyon nehéz időszak volt.
Életem egyik legrosszabb élménye volt.
Nem csupán egy kis élő valami elvesztése volt, hanem a lehetséges saját életünk elvesztése is ha megszületett volna.
A történet éles fordulatot vett számunkra akkor, amit nem tudunk teljesen magunk mögött hagyni.
Gyász, düh jelenik meg a zenében és a szövegben. Szenvedés.
05. This Heart of Mine (I Pledge) (Az én szívem, fogadalom):
Egy szerelmes dal amit a feleségemnek írtam.
Megjeleníti a szavak, szokások, és a hit erejét.
Néhány témája később visszatér az album későbbi részeiben.
II. rész
06. Undertow:
Az album egyik legsötétebb dala.
Egyszerű szerkezetű, de összetett érzelemvilágú.
Egy kártyavárat próbálunk felépíteni, kezdetben apátiával, ez érzelmek széles skáláján átesve, mint szomorúság, vágyakozás, megbékélés, düh, egészen a hisztériáig haladva majd visszatérve az apátiához – ugyanazt az üzenetet ismételve: hagyj menni!
Egy összetört kapcsolat monológja.
Most már elkezdjük kitalálni miért kezdtünk Budapesten.
07. Rope Ends:
Egy éjjel a felségem arról álmodott hogy egy ismerőse meg akarja ölni magát.
Az álom olyan életszerű volt, hogy nem tudott tőle szabadulni, és felhívta a barátnőjét.
Kiderült hogy tényleg meg akarta akasztani magát ugyanazon az éjszakán.
Néhány évvel később én is megtapasztaltam hogy valaki fel akarja akasztani magát, de időben oda értem.
Az az érzésem támadt hogy a lécbe kell kapaszkodnom és letört.
Előbb ki akartam szaladni késért a konyhába, de lehetetlen volt kimenni a helyiségből ahol az egy ember fel van akasztva.
08. Chain Sling:
A szerelem és a szakítás tánca.
09. Dryad of the Woods:
Instrumentális dal amit néhány éve írtam a feleségemnek.
Még egyszer, a kontraszt a szerelem és különös szituációk között amit itt találunk.
III. rész
10. Remedy Lane (menekülési ösvény):
Még egy instrumentális dal, zaklatott lüktetésű, megjelenik a küzdelem szüntelen érzése ebben a koncepcióban, megtalálni az igazságot,
szabaddá válni...
11. Waking Every God (felrázni az isteneket):
...de mi a szabadság? itt visszatérünk az első budapesti utazáshoz, ami már az elején is szóba került.
Ez a vég kezdete, vagy egy új kezdet kezdete.
12. Second Love (második szerelem):
Egy régi dal amit akkor írtam 15 vagy 16 évesen mikor hasonló helyzetben voltam.
13. Beyond the Pale:
ÉS visszérünk az ágyhoz, a budapest hotelszobához ahonnan elindultunk.
Megkaptuk a nyomvonalakat miért vagyunk itt, és ez a dal mindezt összefonja, felfedi az emberi szív és tudat folyamatait, megkérdőjelezi a szabadság keresését ami nem kérdez vissza hogy fog számodra és a körülötted levők számára működni.
Régebben úgy gondoltam szörnyű dolog ha nem vagy elég jó saját magad, ha csak a másokkal való kapcsolatokkal vagyunk elég jók.
De végül is, meglehet éppen azért vagyunk itt?
Hogy egymást jobbá tegyük, és meggyógyítjuk egymás sebeit...